# Massacre du Circeo

Decouverte et sauvetage de Donatella Colasanti

Le massacre du Circeo ou massacre du Circé (massacro del Circeo) est le nom donné au rapt, aux tortures, aux viols et au meurtre infligés à deux jeunes femmes par trois jeunes bourgeois néofascistes dans la nuit du 29 au 30 septembre 1975 à San Felice Circeo, une commune balnéaire connue pour le phare du Mont Circé, dans le Latium italien.

## Déroulement
Les victimes étaient deux jeunes amies, Donatella Colasanti (1958-2005) et Rosaria Lopez (1956-1975) issues des quartiers modestes de Rome qui ont rencontré par hasard trois jeunes fils de la bourgeoisie romaine, par ailleurs militants néofascistes, Gianni Guido, Angelo Izzo et Andrea Ghira. Elles sont emmenées sous prétexte d'une fête dans la villa du père d'Andrea Ghira où elles seront frappées et torturées pendant trente-six heures. Alors que Rosaria Lopez meurt sous les sévices des trois bourreaux, Donatella Colasanti parviendra à feindre la mort et sera retrouvée dans le coffre d'une voiture le lendemain.

## Impact médiatique
L'onde de choc médiatique qu'a représenté cette affaire dans l'Italie de l'époque a marqué les esprits. Italo Calvino, Pier Paolo Pasolini  et plusieurs mouvements féministes participèrent activement à la médiatisation de ce procès des années de plomb en Italie, où les questions politiques de lutte des classes se mêlent à des interrogations féministes et sécuritaires,. De nombreux films dans les années qui suivent font allusion à cette tragédie, par exemple dans des poliziotteschi comme Brigade spéciale, Violence à Rome ou Comme des chiens enragés. Le roman d'Edoardo Albinati La scuola cattolica paru en 2016 ainsi que son adaptation cinématographique sortie en 2021 et réalisée par Stefano Mordini reviennent également sur ce crime.